# Gmina Viiratsi
Gmina Viiratsi (est. Viiratsi vald) – była gmina wiejska w Estonii, w prowincji Viljandi. Po wyborach samorządowych w dniu 20 października 2013 r. gmina została połączona z Gminą Paistu, Gminą Pärsti i Gminą Saarepeedi, w wyniku czego powstała Gmina Viljandi.
W skład gminy wchodzi:
- Alevik: Viiratsi.
- 21 wsi: Jõeküla, Kibeküla, Kuudeküla, Loime, Mäeltküla, Mähma, Rebaste, Ridaküla, Ruudiküla, Saareküla, Surva, Tusti, Tõnuküla, Tänassilma, Uusna, Valma, Vana-Võidu, Vanavälja, Vardja, Vasara i Verilaske.